# Sporetus seminalis
Sporetus seminalis är en skalbaggsart som beskrevs av Bates 1864. Sporetus seminalis ingår i släktet Sporetus och familjen långhorningar. Inga underarter finns listade i Catalogue of Life.